# Gago Drago
Pour les articles homonymes, voir Drago.
Gago Drago de son vrai nom Aroetjunjan est un kickboxeur néerlandais d'origine arménienne. Il est né le 8 mars 1985, mesure 1 m 73 pour  70 kg. Combattant agressif et spectaculaire aussi bien sur le ring que lors de son entrée en scène.
Après de nombreuses victoires dont la plupart obtenue avant la limite, Drago a intégré le circuit du K-1 où il fait un parcours honorable avec toutefois un KO mémorable subi devant Andy Souwer en 2007.

## Combats
Au 30 novembre 2007
72 combats  59 victoires   8 défaites  3 nuls  2 no contest
- 26/01/2002  VIC  contre Chris van Venrooy par décision 5 R
- 21/04/2002  VIC  contre Marco Pique par décision 5 R
- 25/05/2002  VIC  contre Ludovic Lassue par KOT 2 R
- 07/07/2002  VIC  contre Marco Pique par KO 4 R
- 29/09/2002  VIC  contre Chris van Venrooy par KOT 4 R
- 27/10/2002  DEF  contre William Diender par décision 5 R
- 24/11/2002  VIC  contre Murat Kumas par KO
- 30/11/2002  VIC  contre Rafi Zouheir par KOT 4 R
- 15/02/2003  VIC  contre Nadir Lareche par KO 2 R
- 06/04/2003  VIC  contre Stjepan Veselic par KO 2 R (K-1)
- 08/06/2003  VIC  contre Imro Main par décision 5 R
- 14/06/2003  VIC  contre Rene Muller par KO 1 R (K-1)
- 28/09/2003  VIC  contre Mohamed Ouali par KOT 4 R
- 30/11/2003  NUL  contre Aalviar Lima au 5 R
- 12/01/2004  VIC  contre Marijn Geuens par KO 3 R
- 25/01/2004  VIC  contre Ali Gunyar par KOT 2 R
- 21/02/2004  VIC  contre Marijn Geuens par KO 3 R
- 20/03/2004  VIC  contre Konorat par KO
- 20/05/2004  VIC  contre Stjepan Veselic par décision 5 R
- 10/10/2004  VIC  contre Amir Zeyada par décision 5 R
- 27/11/2004  VIC  contre Yassin Perriquet par KOT
- 19/02/2005  VIC  contre Jan van Denderen par décision 5 R
- 19/03/2005  VIC  contre Ali Gunyar par KOT 2 R
- 23/04/2005  VIC  contre Abdul Toure par KO 1 R
- 12/06/2005  VIC  contre Murat Direkci par décision 5 R
- 30/10/2005  VIC  contre Franklin Semeral par KO 1 R
- 10/12/2005  VIC  contre Jan de Keyser par KO 2 R
- 18/12/2005  VIC  contre Pasi Luukanen par KO 2 R
- 03/02/2006  DEF  contre Faldir Chabhari par décision 5 R
- 05/04/2006  VIC  contre Ole Laursen par décision 3 R (K-1 GP 1/8)
- 13/05/2006  DEF  contre Raymond Starring par décision 3 R (K-1)
- 30/06/2006  VIC  contre Albert Kraus par décision 3 R (K-1 GP 1/4)
- 30/06/2006  DEF  contre Buakaw Por. Pramuk par décision 3 R (K-1 GP 1/2)
- 04/09/2006  VIC  contre Naoki Samukawa par décision 3 R (K-1)
- 23/09/2006  VIC  contre Kamal Chabrani par KO 1 R
- 03/12/2006  VIC  contre Bejan Ahmedi par KO 1 R
- 04/02/2007  VIC  contre Raymond Starring par KO 3 R
- 25/02/2007  VIC  contre Rick Barnhill par KO 3 R
- 04/04/2007  VIC  contre Yutaro Yamauchi par KOT 3 R
- 02/06/2007  VIC  contre Aït Naceur par KOT 3 R
- 28/06/2007  DEF  contre Mike Zambidis par décision 4 R (K-1 GP 1/8)
- 03/10/2007  DEF  contre Andy Souwer par KO 2 R (K-1 GP 1/4)
- 30/11/2007  VIC  contre Arnaldo Silva par décision 3 R
- 03/11/2012 DEF contre Batou Khasikov par KO 1 R

## Source
- Wikipedia anglophone